# Temelucha protrusa
Temelucha protrusa là một loài tò vò trong họ Ichneumonidae.